# Stagonolepis
Stagonolepis („Tropfen-Schuppe“) ist eine ausgestorbene Gattung der Aetosaurier aus der Obertrias. Seine Überreste wurden in Schottland gefunden. 

## Merkmale
Der ganze 2,7 m bis 3 m lange Körper ist umhüllt von einem ausgedehnten Panzer aus schweren Knochenplatten, welche in der Haut verankert sind. Auch der kräftige Schwanz ist gepanzert. Die Beine sind kurz und stämmig. Der Kopf ist im Verhältnis zum Körper mit 23 cm relativ klein. Die Kiefer sind verkürzt und im vorderen Teil zahnlos, weiter hinten stehen zapfenartige Zähne. Die Schnauze ist stumpf, etwas nach oben gebogen und erinnert entfernt an einen Schweinerüssel.

## Paläobiologie
Die zapfenartigen Zähne weisen Stagonolepis als Pflanzenfresser aus. Es wird vermutet, dass der mächtige Rumpf einem verlängerten Darm Platz bot, welcher für die Verdauung der faserigen Pflanzennahrung, wie Schachtelhalme, Farne und die erst kurz zuvor entstandenen Palmfarne, erforderlich war. Die Form seiner Schnauze wäre besonders gut geeignet für die Suche nach Nahrung im Boden. Deshalb wird vermutet, dass das Tier damit nach essbaren Knollen und Wurzeln gegraben hat. Seine schwere Panzerung ist ein wichtiger Verteidigungsmechanismus zum Schutz vor Rauisuchiern, den häufigsten Fleischfressern seiner Epoche.